# 拉普拉塔城体育场
拉普拉塔城体育场（Estadio Ciudad de La Plata），为阿根廷拉普拉塔市的一个多用途体育场。该体育场为布宜诺斯艾利斯省政府所有。为拉普拉塔大学生、拉普拉塔体操击剑俱乐部的主场所在地。

## 外部連結
- 官方网站